# Кууск, Хельмут Куставович
Хельмут (Хельмутх) Куставович Кууск  (6 ноября 1921, Vatku, Ляэне-Вирумаа — 6 ноября 1988, Раквере)  — советский хозяйственный и государственный деятель, Герой Социалистического Труда.

## Биография
Родился в 1921 году в деревне Вийтна волости Аолпере. Член КПСС.
До 1941 — рабочий цементного завода.
Участник Великой Отечественной войны в составе 300-го стрелкового полка 7-й Эстонской стрелковой дивизии
В 1946—1955 — инструктор райисполкома, заместитель директора МТС, председатель профсоюзного комитета леспромхоза, заведующий отделением объединения
крахмалопаточных заводов.
В 1955—1960 — начальник гаража, транспортного цеха.
В 1960—1981 — машинист вращающихся печей цементного завода «Пунане Кунда» Эстонской ССР.
Указом Президиума Верховного Совета СССР от 28 июля 1966 года присвоено звание Героя Социалистического Труда с вручением ордена Ленина и золотой медали «Серп и Молот».
Депутат Совета Национальностей Верховного Совета СССР 6-го и 7-го созывов.
Жил в Эстонии.

## Награды и звания
- Герой Социалистического Труда (28.07.1966)
- Орден Ленина (08.07.1963, 28.07.1966)
- Орден Отечественной войны II степени (1985)
- Медаль «За трудовую доблесть» (1960)
- Медаль «За отвагу» (1945)